# Campeonato Sul-Americano de Maratona
O Campeonato Sul-Americano de Maratona (em espanhol Campeonato Sudamericano de Maratón) é uma competição anual de corrida de rua organizada pela CONSUDATLE para atletas que representam os países de suas associações afiliadas. O evento foi criado em 1994 como Copa Sul-Americana de Maratona (Copa Sudamericana de Maratón) após a sua remoção em 1991 do  Campeonato Sul-Americano de Atletismo.  O campeonato foi descontinuado em 2002, sendo restabelecido em 2009 com nova nomenclatura. 

## Edições
|     | Ano  | Cidade        | País      | Data            |
| --- | ---- | ------------- | --------- | --------------- |
| 1º  | 1994 | Brasília      | Brasil    | 21 de abril     |
| 2º  | 1995 | Georgetown    | Guiana    | 23 de abril     |
| 3º  | 1996 | Brasília      | Brasil    | 21 de abril     |
| 4º  | 1997 | São Paulo     | Brasil    | 1 de junho      |
| 5º  | 1998 | Villavicencio | Colômbia  | 29 de março     |
| 6º  | 1999 | Porto Alegre  | Brasil    | 16 de maio      |
| 7º  | 2000 | São Paulo     | Brasil    | 11 de junho     |
| 8º  | 2001 | São Paulo     | Brasil    | 8 de julho      |
| 9º  | 2002 | São Paulo     | Brasil    | 14 de julho     |
| 10º | 2009 | Buenos Aires  | Argentina | 11 de outubro   |
| 11º | 2010 | Assunção      | Paraguai  | 8 de agosto     |
| 12º | 2011 | Lima          | Peru      | 15 de maio      |
| 13º | 2012 | Caracas       | Venezuela | 26 de fevereiro |
| 14º | 2013 | Buenos Aires  | Argentina | 13 de outubro   |
| 15º | 2014 | Santiago      | Chile     | 6 de abril      |
| 16º | 2015 | Assunção      | Paraguai  | 9 de agosto     |

## Resultados
Os vencedores foram publicados. 

### Masculino
| Ano     | Ouro                                    | Ouro    | Prata                                   | Prata   | Bronze                                  | Bronze  |
| ------- | --------------------------------------- | ------- | --------------------------------------- | ------- | --------------------------------------- | ------- |
| 1994    | Luiz Carlos da Silva · Brasil           | 2:22:02 | Roberto P. Dias · Brasil                | 2:23:03 | Neilor José Pazin · Brasil              | 2:26:04 |
| 19951.) | Oswald Adams · Guiana                   | 2:43:40 | Clifton Thorn · Guiana                  | 2:45:30 | Rubén Coria · Argentina                 | 2:49:30 |
| 1996    | Neilor José Pazin · Brasil              | 2:23:12 | Lindemberg Gomes Nunes · Brasil         | 2:24:14 | Luiz Carlos Santos Ramos · Brasil       | 2:25:14 |
| 19972.) | Diamantino Silveira dos Santos · Brasil | 2:17:11 | Daniel Lopes Ferreira · Brasil          | 2:18:13 | Luiz Carlos da Silva · Brasil           | 2:18:24 |
| 1998    | William Ramírez · Colômbia              | 2:23:17 | Julio Hernández · Colômbia              | 2:25:19 | Juan Paniagua · Colômbia                | 2:25:26 |
| 1999    | Arnaldo Sales de Sá · Brasil            | 2:16:42 | Uilia Pires Santos · Brasil             | 2:19:10 | Francismar de Barros Dias · Brasil      | 2:19:47 |
| 20003.) | Alex Januário de Mendonça · Brasil      | 2:16:37 | Genilson Junior da Silva · Brasil       | 2:17:30 | Diamantino Silveira dos Santos · Brasil | 2:17:57 |
| 20014.) | Rômulo Wagner da Silva · Brasil         | 2:15:11 | Manoel de Jesus Teixeira · Brasil       | 2:17:51 | José Telles de Souza · Brasil           | 2:18:39 |
| 20025.) | Vanderlei Cordeiro de Lima · Brasil     | 2:11:19 | Diamantino Silveira dos Santos · Brasil | 2:16:43 | José Telles de Souza · Brasil           | 2:17:29 |
| 2009    | Marco Antônio Pereira · Brasil          | 2:17:56 | Hernán Oscar Cortínez · Argentina       | 2:20:06 | José Ramón Romero · Argentina           | 2:23:23 |
| 2010    | Elias Rodrigues Bastos · Brasil         | 2:27:51 | Paulo da Silva · Brasil                 | 2:28:04 | Gustavo López · Paraguai                | 2:33:18 |
| 2011    | Miguel Mallqui · Peru                   | 2:17:10 | Marco Antônio Pereira · Brasil          | 2:19:40 | José David Cardona · Colômbia           | 2:25:17 |
| 2012    | Juan David Cardona · Colômbia           | 2:19:18 | José Everaldo da Silva Mota · Brasil    | 2:24:22 | Eduardo Aruquipa · Bolívia              | 2:26:06 |
| 20136.) | Eliezer de Jesus Santos · Brasil        | 2:19:04 | Darío Rios · Argentina                  | 2:20:56 | Osvaldo Barreto · Argentina             | 2:32:26 |
| 20147.) | Roberto Echeverría · Chile              | 2:16:58 | Marcos Alexandre Elias · Brasil         | 2:20:29 | Eugenio Galaz · Chile                   | 2:20:35 |
| 2015    | Juan Huamán · Peru                      | 2:28:23 | Marcos Alexandre Elias · Brasil         | 2:30:26 | Renilto dos Santos Batista · Brasil     | 2:32:05 |

1.): Em 1995, a corrida foi vencida por Adalbert Browne de Barbados  em 2:33:06 horas, Victor Ledgers de Santa Lúcia foi o 2º  em 2:42:30 horas, ambos correndo como convidado. 

2.): Em 1997, a corrida foi vencida por Kipkemboi Cheruiyot do Quênia em 2:17:09 horas, Andrei Kuznetsov da Rússia foi o 3º em  2:17:56 horas, ambos correndo como convidado. 

3.): Em 2000, a corrida foi vencida por David Ngetich do Quênia em 2:15:21 horas, Paul Yego do Quênia foi o 3º em 2:17:23 horas, ambos correndo como convidado. 

4.): Em 2001, Stephen Rugat do Quênia foi o 1º em 2:14:30 horas, Eric Kimaiyo do Quênia  foi o 2º em 2:14:31 horas, e William Musyocki do Quênia foi o 3º em 2:15:05 horas, todos os três atletas correndo como convidados.

5.): Em 2002, Elijah Korir do Quênia foi o 2º em 2:15:26 horas, e Joseph Kamau do Quênia foi o 4º em 2:17:07 horas, ambos correndo como convidado. 

6.): Em 2013, Julius Karinga do Quênia foi o 1º em 2:11:02 horas, Eric Nzioki do Quênia foi o 2º em 2:16:28 horas, e Henry Cherono do Quênia foi o 3º em 2:17:10 horas, todos os três atletas correndo como convidados.

7.): Em 2014, Beraki Beyene da Eritréia foi o 1º em 2:11:50 horas, Simon Kariuki da Etiópia foi o 2º  com 2:12:11 horas, Julius Karinga do Quênia foi em 3º com 2:13:38 horas, Michael Chege do Quênia foi em 4º com 2:15:21 horas, Julius Keter do Quênia foi em 5º com 2:15:52 horas, e Ali Abdosh da Etiópia foi o 6º em 2:16:13 horas, todos correndo como convidados.

### Feminino
| Ano     | Ouro                                          | Ouro    | Prata                                     | Prata   | Bronze                                    | Bronze  |
| ------- | --------------------------------------------- | ------- | ----------------------------------------- | ------- | ----------------------------------------- | ------- |
| 1994    | Solange Cordeiro de Souza · Brasil            | 2:56:19 | Lidia Karwowski · Brasil                  | 2:57:21 | Maria Venancio · Brasil                   | 2:58:32 |
| 1995    | Rita Medeiros da Silva · Brasil               | 3:07:06 | Iara Cristina Silva · Brasil              | 3:13:10 | Reonna Cornette · Guiana                  | 3:33:40 |
| 1996    | Berenice Dias de Meire · Brasil               | 2:49:19 | Maria Venancio · Brasil                   | 2:52:56 | Luciene Soares de Deus · Brasil           | 2:54:52 |
| 1997    | Viviany Anderson de Oliveira · Brasil         | 2:42:13 | Marcia Narloch · Brasil                   | 2:43:02 | Lidia Karwowski · Brasil                  | 2:44:43 |
| 1998    | María Isabel Trujillo · Colômbia              | 2:55:01 | Rosa Rivera · Colômbia                    | 2:57:18 | Luz Marina Cortés · Colômbia              | 3:12:19 |
| 1999    | Marcia Narloch · Brasil                       | 2:40:15 | Alina Karwowski · Brasil                  | 2:45:19 | Maria Sandra Pereira da Silva · Brasil    | 2:45:32 |
| 20001.) | Marcia Narloch · Brasil                       | 2:40:15 | Lidia Karwowski · Brasil                  | 2:45:41 | Cleusa Maria Irineu · Brasil              | 2:47:35 |
| 2001    | Marizete de Paula Rezende · Brasil            | 2:38:57 | Maria Zeferina Rodrigues Baldaia · Brasil | 2:39:33 | Marlene Teixeira dos Santos · Brasil      | 2:41:20 |
| 2002    | Maria Zeferina Rodrigues Baldaia · Brasil     | 2:36:07 | Marcia Narloch · Brasil                   | 2:37:20 | Érika Olivera · Chile                     | 2:38:11 |
| 2009    | Sirlene Sousa de Pinho · Brasil               | 2:38:08 | Natalia Romero · Chile                    | 2:44:31 | Andrea Graciano · Argentina               | 2:46:00 |
| 2010    | María Gabriela Almada · Argentina             | 2:55:02 | Janete Gomes Barbosa · Brasil             | 2:56:48 | Leone Justino da Silva · Brasil           | 3:09:51 |
| 2011    | Jimena Misayauri · Peru                       | 2:42:40 | Sandra Mercedes Ruales · Equador          | 2:48:01 | Mary Emanuella da Costa Oliveira · Brasil | 2:54:29 |
| 2012    | Conceição de Maria Carvalho Oliveira · Brasil | 2:53:15 | Ruby Riátiva · Colômbia                   | 2:53:22 | Ana Joaquina Rondón · Colômbia            | 2:55:04 |
| 20132.) | Rosa Chacha · Equador                         | 2:42:57 | Karina Neipán · Argentina                 | 2:46:47 | Laura Bazallo · Uruguai                   | 2:49:53 |
| 20143.) | Érika Olivera · Chile                         | 2:36:08 | Carmen Martínez · Paraguai                | 2:38:05 | Hortencia Arzapalo · Peru                 | 2:42:12 |
| 2015    | Wilma Arizapana · Peru                        | 2:50:39 | Gladys Machacuay · Peru                   | 2:51:13 | Antonia Bernardete Lins da Silva · Brasil | 2:58:37 |

1.): Em 2000, Nora Maragaf do Quênia foi a 2º em 2:44:09 horas, e Violetta Kryza da Polônia foi a 3º em 2:44:28 horas, ambas atletas correndo como convidadas.

2.): Em 2013, Lucy Karimi do Quênia  foi a 1º em 2:34:32 horas, e Emily Chepkorir do Quênia foi a 2º  em 2:38:46 horas, ambas atletas correndo como convidadas.

3.): Em 2014, Emily Chepkorir do Quênia foi a 1º em 2:35:15 horas,  e Alene Shewarge da Etiópia foi a 2º em 2:35:30 horas, e Lucy Karimi do Quênia  foi a 3º em 2:35:39 horas, ambas atletas correndo como convidadas.

## Competições
- Campeonato Sul-Americano de Atletismo
- Campeonato Sul-Americano de Atletismo em Pista Coberta
- Campeonato Sul-Americano de Atletismo Sub-23
- Campeonato Sul-Americano de Atletismo Sub-20
- Campeonato Sul-Americano de Atletismo Sub-18
- Campeonato Sul-Americano de Corta-Mato
- Campeonato Sul-Americano de Marcha Atlética
- Campeonato Sul-Americano de Meia Maratona
- Campeonato Sul-Americano de Milha de Rua
- Campeonato Sul-Americano de Corrida de Montanha